# フアン・ホセ・カストロ
フアン・ホセ・カストロ（Juan José Castro、1895年3月7日 - 1968年9月3日）は、アルゼンチンの作曲家・指揮者。

## 人物・来歴
ブエノスアイレス州アベジャネーダ出身。ブエノスアイレスでピアノ・ヴァイオリン・作曲を学んだ。1920年代にヨーロッパ賞を受賞し、パリに留学してスコラ・カントルムでヴァンサン・ダンディらに師事した。1925年に帰国した後、1928年にルネサンス室内オーケストラの指揮者となり、1930年にはテアトロ・コロンの指揮者に就任した。また1939年から1943年までブエノスアイレス音楽院の教授を務めた。
1940年代よりアメリカ合衆国・メキシコ・チリ・ペルーなど国際的に活動するようになり、1947年からキューバのハバナ管弦楽団の、1949年からウルグアイのSODRE交響楽団の指揮者となった。1952年から翌年までオーストラリアのメルボルン交響楽団の指揮者を務め、1956年から1960年までアルゼンチン国立交響楽団の指揮者を務めた。その後は1964年までプエルトリコ音楽院の学部長として教壇に立った。
兄弟のホセ・マリアとワシントンも作曲家である。ホセ・マリアやヒラルド・ヒラルディらとともに「新しい集団」（Grupo Renovación）という作曲家グループを結成していた。

## 作品
- ヴァイオリン・ソナタ（1914）
- チェロ・ソナタ（1916）
- ピアノ・ソナタ第1番（1917）
- 交響曲第1番（1931）
- 聖書交響曲（1932）
- アルゼンチン交響曲（1934）
- 交響曲第3番（1936）
- 交響曲第4番（1939）
- ピアノ・ソナタ第2番（1939）
- バレエ「オッフェンバッキアーナ」（1940）
- ピアノ協奏曲（1941）
- 弦楽四重奏曲（1942）
- 交響曲第5番（1956）